# (24641) Enver
(24641) Enver (1983 RS4) – planetoida z grupy pasa głównego asteroid okrążająca Słońce w ciągu 3,82 lat w średniej odległości 2,44 j.a. Odkryta 1 września 1983 roku.